# 大花野豌豆
大花野豌豆（学名：Vicia bungei）是豆科野豌豆属的植物。分布在朝鲜以及中国大陆的西南、东北、西北、江苏、山东、华北、安徽等地，生长于海拔280米至3,800米的地区，多生长于田边、草丛、谷地、山坡以及路旁，目前尚未由人工引种栽培。

## 别名
山黧豆（救荒本草）、三齿萼野豌豆（中国主要植物图说· 豆科、 中国高等植物图鉴）、三齿野豌豆（秦岭植物志、云南种子植物名录）、山豌豆（河北）、三齿草藤（甘肃）、老苕子（陕西）、野豌豆（陕西、山西、四川）